# Cronaca Crespi
Cronaca Crespi è un manoscritto miniato del XV secolo, illustrato dall'artista rinascimentale Leonardo da Besozzo. L'opera è conservata presso la Biblioteca Nazionale Braidense di Milano. Il manoscritto è costituito da un ciclo di miniature raffiguranti figure emblematiche della mitologia greca e romana, della storia biblica e della genealogia cristiana, che raccontano le principali tappe della storia dell'umanità.

## Storia
Il manoscritto è stato realizzato tra il 1433 e il 1436 ed è considerato uno dei codici miniati più affascinanti del XV secolo. Si ritiene che le miniature rappresentino una copia degli affreschi perduti di Masolino da Panicale, realizzati per la Sala Theatri di Palazzo Orsini a Roma, su commissione del cardinale Giordano Orsini. Nel 1862 il codice fu acquistato dal collezionista e storico italiano Carlo Morbio (1811-1881) e, alla sua morte, passò in eredità alla figlia Giulia Morbio, che lo conservò come parte della biblioteca di famiglia. Nel corso del tempo, vari manoscritti e stampati appartenenti alla collezione Morbio furono venduti all'asta, e molti di essi furono acquisiti dalla Biblioteca Braidense.
Nel 2024 il manoscritto è stato acquistato dal Ministero della Cultura per la cifra di un milione di euro, arricchendo ulteriormente la Collezione Morbio presso la Biblioteca Braidense.

## Descrizione
La Cronaca Crespi si compone di 38 facciate, ciascuna suddivisa in tre registri orizzontali. Le miniature illustrano le sei età dell'uomo, raggruppando personaggi celebri in sei sezioni principali:
1. Dalla Creazione: con la figura di Adamo[1]
2. Dal Diluvio Universale: con la figura di Noè[1]
3. Discendenza di Abramo[1]
4. Da Davide alla Cattività babilonese[2]
5. Dalla Cattività alla nascita di Cristo[1]
6. Dalla nascita di Cristo agli eventi successivi: conclusione con la figura di Tamerlano nel 1395[2]

Ogni registro presenta una sequenza di personaggi e figure che rappresentano la storia dell’umanità secondo una prospettiva cristiana, intrecciando elementi della mitologia, della storia antica e della genealogia biblica.